# Zakrzewo (województwo pomorskie)
Zakrzewo (dodatkowa nazwa w j. kaszub. Zakrzewò) – wieś kaszubska w Polsce położona w województwie pomorskim, w powiecie wejherowskim, w gminie Linia.
Wieś szlachecka położona była w II połowie XVI wieku w powiecie mirachowskim województwa pomorskiego. W latach 1975–1998 miejscowość należała administracyjnie do województwa gdańskiego.
W miejscowości, jako jedna z 13 figur szlaku turystycznego „Poczuj kaszubskiego ducha" współfinansowanego ze środków unijnych znajduje  się rzeźba wykonana przez Jana Redźko na podstawie opracowania "Bogowie i duchy naszych przodków. Przyczynek do kaszubskiej mitologii" Aleksandra Labudy, przedstawiająca kaszubskiego demona zwanego Jigrzan.